# Clermont-Pouyguillès
 Clermont-Pouyguillès  là một xã thuộc tỉnh Gers trong vùng Occitanie tây nam nước Pháp. Xã này có độ cao trung bình 193 mét trên mực nước biển.

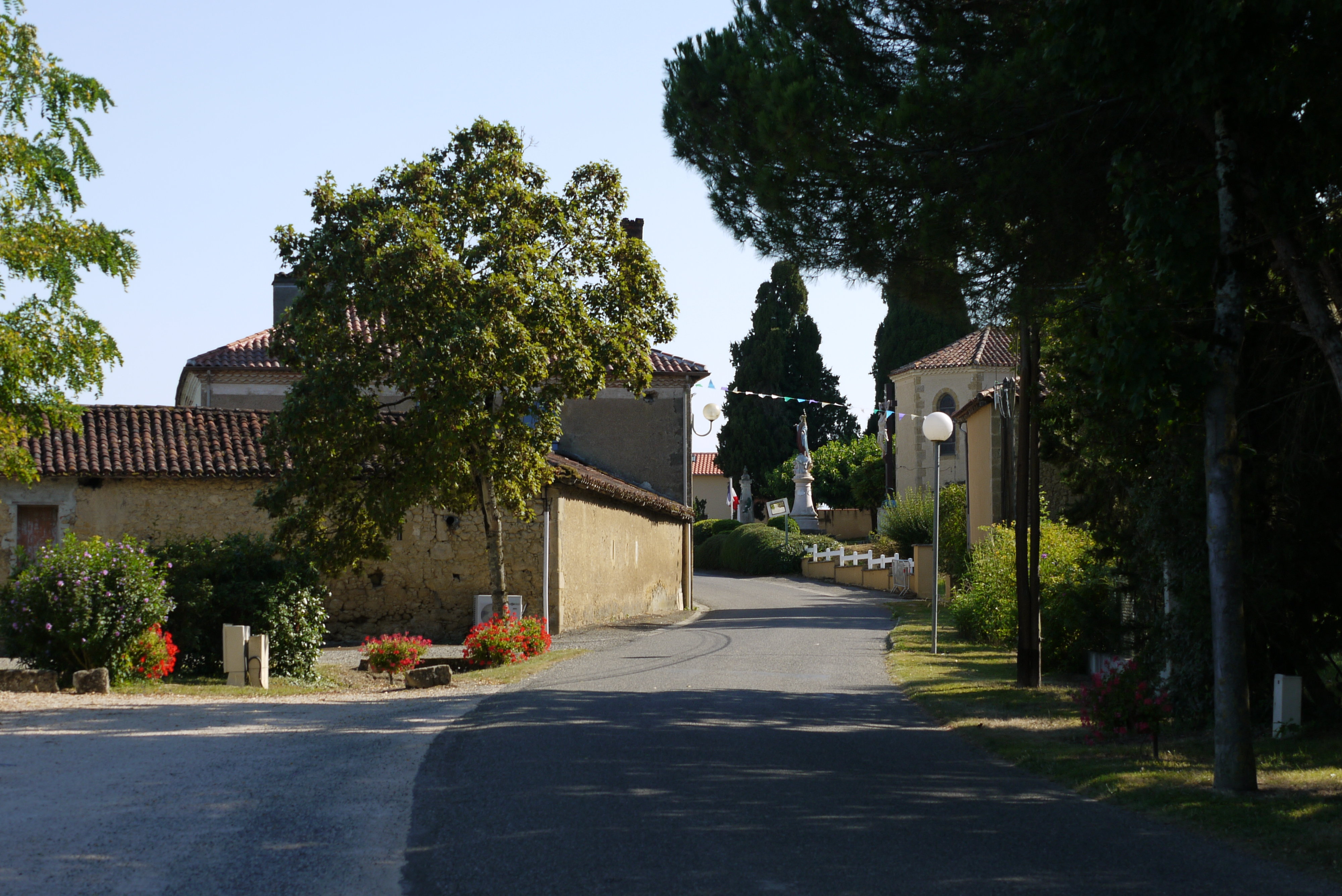
Clermont-Pouyguillès